# Tuer un homme (nouvelle)
Pour les articles homonymes, voir Tuer un homme.
Tuer un homme (titre original : To Kill a Man) est une nouvelle de Jack London publiée aux États-Unis en 1910.

## Historique
La nouvelle est publiée initialement dans The Saturday Evening Post, le 10 décembre 1910, avant d'être reprise dans le recueil The Night-Born (La Fille de la nuit) en octobre 1912.

## Éditions

### Éditions en anglais
- To Kill a Man, dans The Saturday Evening Post, magazine, 10 décembre 1910.
- To Kill a Man, dans le recueil The Night-Born, un volume chez The Century Co, New York, octobre 1912.

### Traductions en français
- Tuer un homme, traduction de Louis Postif, in Gringoire, périodique, 27 mars 1936.
- Tuer un homme, traduction de Louis Postif, in Les Condamnés à vivre, recueil, 10/18, 1974.

## Sources
- (en) Jack London's Works by Date of Composition
- http://www.jack-london.fr/bibliographie